# 蘇序
蘇 序（そ じょ、開宝6年（973年）- 慶暦7年（1047年））は、北宋の人物。眉州眉山県（現在の四川省眉山市東坡区）の出身。子は蘇洵。孫は蘇軾・蘇轍。

## 略歴
蘇序は若い時分に学問にはあまり熱心とはいえず、息子の蘇洵の学習も重視しなかった。蘇序は、他人の不幸を見ると世の不義不正に憤慨し善行を為すべく、稲刈り後に糧食を稲籾に交換して蓄えておき、大凶作の折に一族や姻戚だけでなく、小作人や貧民に対して分け与えた。晩年には、詩作を悟得し、 數千首を詠んだとされるが、現代ではすべて散逸してしまっている。